# Pu Chao Saming Phrai
Pu Chao Saming Phrai (in thailandese ปู่เจ้าสมิงพราย) è una città minore (thesaban mueang) della Thailandia. Il territorio comunale occupa una parte del distretto di Phra Pradaeng in Provincia di Samut Prakan, nel gruppo regionale della Thailandia Centrale. Nel 2020 aveva 71 643 abitanti ed era il secondo centro abitato più popolato della provincia dopo Bang Pu, nonché la quarta più popolata tra le città minori thailandesi.

## Geografia fisica
La città fa parte della regione metropolitana di Bangkok, e si trova nell'hinterland meridionale della capitale Bangkok, con la quale confina; il territorio comunale è completamente pianeggiante e si sviluppa lungo la riva orientale del fiume Chao Phraya. La foce del fiume nel golfo del Siam si trova alcuni chilometri più a sud. La città è collegata con la riva opposta del fiume a nord dal ponte Bhumibol 2, dedicato a re Bhumibol Adulyadej, e a sud dal ponte Kanchanapisek, che sono gli ultimi ponti sul Chao Phraya prima della foce.

## Origini del nome
Pu Chao Saming Phrai è un personaggio leggendario dotato di poteri soprannaturali che ha un importante ruolo nel poema narrativo Lilit Phra Lo, scritto da autore ignoto probabilmente negli anni a cavallo tra il XV e il XVI secolo. Questo testo è una delle prime testimonianze di letteratura siamese ed è entrato nella tradizione culturale popolare. Pu Chao Saming Phrai viene descritto come un eremita di montagna che con le sue arti magiche si trasforma in una tigre. L'appellativo Saming Phrai è stato equiparato nella cultura thai e laotiana a quello di "Signore degli spiriti" (Chao Phii), e indica un nume tutelare o uno spirito guardiano a protezione della giungla. Il magico personaggio Pu Chao Saming Phrai di Lilit Phra Lo è rimasto molto venerato in alcuni templi e talismani che lo raffigurano con la testa di tigre sono popolari nel Paese.

## Storia
Nei primi secoli del Regno di Ayutthaya, il sito dove sorge Pu Chao Saming Phrai si trovava in riva al mare sulla foce del Chao Phraya. Il centro abitato fortificato che presidiava l'ingresso al fiume era la vicina Phra Padaeng. Il progressivo sedimento di materiale solido proveniente dal mare spostò la costa verso il largo e Phra Padaeng venne a trovarsi più lontana dal mare. Fu questo il motivo per cui la zona fu abbandonata durante il regno di Songtham, sovrano di Ayutthaya tra il 1611 ed il 1628, e fu fondata qualche chilometro più a sud Samut Prakan.
Pu Chao Saming Phrai fu edificata nel 1815 con il nome Nakhon Khuean Khan per volere di re Buddha Loetla Nabhalai, che intese farne un avamposto militare lungo il Chao Phraya a difesa della capitale Bangkok contro eventuali attacchi provenienti dal mare. A tale scopo vennero costruite tre fortezze militari sulla riva orientale una delle quali fu chiamata Pu Chao Saming Phrai. Quando la città fu ultimata il sovrano fece dono augurale di una statua del Budda che i nuovi abitanti chiamarono "Grande Budda".
Nel 1915, il re Rama VI cambiò lo status di Nakhon Khuean Khan in provincia di Phra Pradaeng. Il suo successore re Prajadhipok (Rama VII), ne cambiò nuovamente lo status e la ribattezzò distretto di Phra Pradaeng. Con il crescente fenomeno di urbanizzazione verso Bangkok iniziato negli ultimi decenni del XX secolo, vi fu un boom demografico e si iniziò a costruire nuove zone industriali nelle province attorno alla capitale. Le aree rurali della periferia di Bangkok lasciarono il posto a nuovi edifici e anche nei comuni vicini aumentò rapidamente la popolazione.
Nel 1992 il distretto di Phra Pradaeng fu smembrato per formare i distretti sanitari di Phra Pradaeng e di Samrong Tai. Nel 1997, lo status del distretto sanitario di Samrong Tai fu elevato a municipalità (thesaban) di sottodistretto (tambon) e divenne municipalità di sottodistretto di Samrong Tai (thesaban tambon Samrong Tai). Nel 2009 la municipalità di sottodistretto di Samrong Tai conseguì lo status di città minore (thesaban mueang). L'anno successivo la città di Samrong Tai fu rinominata città di Pu Chao Saming Phrai.